# Araones
Els araones són una ètnia ameríndia de l'Amazònia establerta en el nord del departament de La Paz a Bolívia. L'araona pertany a la família de llengües tacanes. es de la promulgació del decret suprem Núm. 25894 l'11 de setembre de 2000 el araona és una de les llengües indígenes oficials de Bolívia, el que va ser inclòs en la Constitució Política en ser promulgada el 7 de febrer de 2009.
Practiquen el seminomadisme, per la qual cosa els araonas viuen dispersos, però tendeixen al sedentarisme. Practiquen una agricultura de subsistència, la caça i la pesca. La recol·lecció de nous del brasil (Bertholletia excelsa) els permet un ingrés de diners.

## Història
Durant el segle xviii els araonas es van resistir a la integració en el sistema de reduccions jesuïtes però en el segle xix alguns grups araonas es van unir a les missions del nord del departament de La Paz. A partir de la dècada de 1860 els araonas van passar a integrar la força de treball de la collita de cautxú. El contacte amb els colons i les dures condicions de vida en les barraques seringueiras van delmar la seva població.
Dues famílies araones van escapar de les barraques al començament del segle xx, constituint la comunitat de Puerto Araona. Posteriorment va ser establerta la comunitat de Puerto Castañero. Els araones van ser objecte d'estudis lingüístics a partir de la dècada de 1950 i la Missió Noves Tribus d'orientació evangèlica va començar a actuar entre ells en la dècada de 1960.

## Població
Els araones estan localitzats en el municipi d'Ixiamas, a la província d'Abel Iturralde del departament de La Paz, principalment en la remota comunitat de Puerto Araona.
La població que es va autoreconèixer com araona en el cens bolivià de 2001 va ser de 90 persones. Una estimació de la Confederació Nacional de Nacionalitats Indígenes i Originàries de Bolívia (CONNIOB) de 2005 indica que els araones eren 200, mentre que aquest número va augmentar a 228 en el cens de 2012. D'ells 98 es van censar al departament de La Paz, 40 a Santa Cruz, 32 a Beni, 28 a Pando, 21 a Cochabamba, 3 a Chuquisaca, 3 a Tarija, 2 a Oruro i 1 a Potosí.